# Krister Dahl
Krister Gustav Dahl, född 25 april 1923 i Malungs församling, Kopparbergs län, död 1 februari 2005 i Hedemora, var en svensk arkitekt. Han var bror till arkitekten Erik F. Dahl.
Dahl, som var son till häradshövding Emil Dahl och Elisabeth Åmark, tillbringade en stor del av sin barndom i släktgården i Hedemora. Han avlade studentexamen i Stockholm 1942 och utexaminerades från Kungliga Tekniska högskolan 1949. Han var anställd på Kooperativa förbundets arkitektkontor 1946–1948, på Svenska Bostäder AB:s arkitektkontor 1949, på Helge Zimdals arkitektkontor 1950, vid Byggnadsstyrelsen 1953, lärare på Stockholms stads tekniska aftonskola 1954–1955 och byråarkitekt vid Bostadsstyrelsen 1954–1959. Han bedrev egen arkitektverksamhet 1955–1961, blev byrådirektör vid Byggnadsstyrelsen 1961, avdelningsdirektör där 1963, vid Statens planverk 1967 och var lärare på Tekniska gymnasiet II 1964–1967. Han blev biträdande länsarkitekt i Skaraborgs län 1968 och var stadsarkitekt i Hedemora kommun 1973–1988 som efterträdare till Julius Järnåker.
Under tiden i Stockholm ritade Dahl bland annat kedjehus i Danderyd. Under den första tiden i Hedemora var han i hög grad sysselsatt med den översiktsplan som skulle upprättas. Som stadsarkitekt ville han ofta bevara den äldre bebyggelsen och det är till stor del hans förtjänst att Gamla varmbadhuset kunde bevaras som utställningslokalen Wahlmanska huset. Vid sidan av arkitektyrket ägnade han sig åt målning och teckning och utförde även skulpturen "Granen" (1981) i limträ som är placerad på Oxtorget i Hedemora.